# Fahy
Fahy je obec ve švýcarském kantonu Jura. Žije zde 350 obyvatel.

## Geografie

Letecký pohled (1950)

Fahy leží v nadmořské výšce 567 m, vzdušnou čarou 9 km severozápadně od okresního města Porrentruy. Zemědělská obec na hranici s Francií leží na náhorní plošině Tafeljura v západní části oblasti Ajoie.
Území obce o rozloze 7,8 km² se rozkládá na mírně zvlněné, částečně krasové náhorní plošině Ajoie, která nemá žádné povrchové vodní toky. Severní část území je částečně zalesněná (háje Bois Juré a Bois de la Manche). S nadmořskou výškou 607 m je Sur l’Epenatte nejvyšším bodem obce. V roce 1997 tvořila 9 % rozlohy obce zastavěná plocha, 26 % lesy a lesní porosty, 57 % zemědělské plochy a asi 8 % neproduktivní půda patřící vojenské střelnici Bure.
Několik jednotlivých farem patří k Fahy. Sousedními obcemi Fahy jsou Grandfontaine, Haute-Ajoie a Bure v kantonu Jura a Abbévillers a Croix v sousední Francii.

## Historie
Poprvé je místo zmiňováno v roce 1177 jako Fahyl, v roce 1483 se objevuje zápis Fahyt. Název místa je odvozen od latinského slova fagus (buk). V roce 1461 se Fahy stalo součástí basilejského knížecího biskupství. Během burgundských válek byla vesnice dvakrát v letech 1474 a 1475 téměř zcela srovnána se zemí. Od 16. do 18. století vesnice podléhala panství Bure. V letech 1793–1815 patřilo Fahy k Francii a zpočátku bylo součástí départementu du Mont-Terrible, od roku 1800 bylo součástí départementu Haut-Rhin. Na základě rozhodnutí Vídeňského kongresu se obec v roce 1815 stala součástí kantonu Bern a 1. ledna 1979 nově založeného kantonu Jura.

## Obyvatelstvo
| Rok            | 1850 | 1880 | 1900 | 1910 | 1930 | 1950 | 1960 | 1970 | 1980 | 1990 | 2000 |
| Počet obyvatel | 549  | 597  | 492  | 483  | 476  | 524  | 477  | 501  | 426  | 414  | 386  |

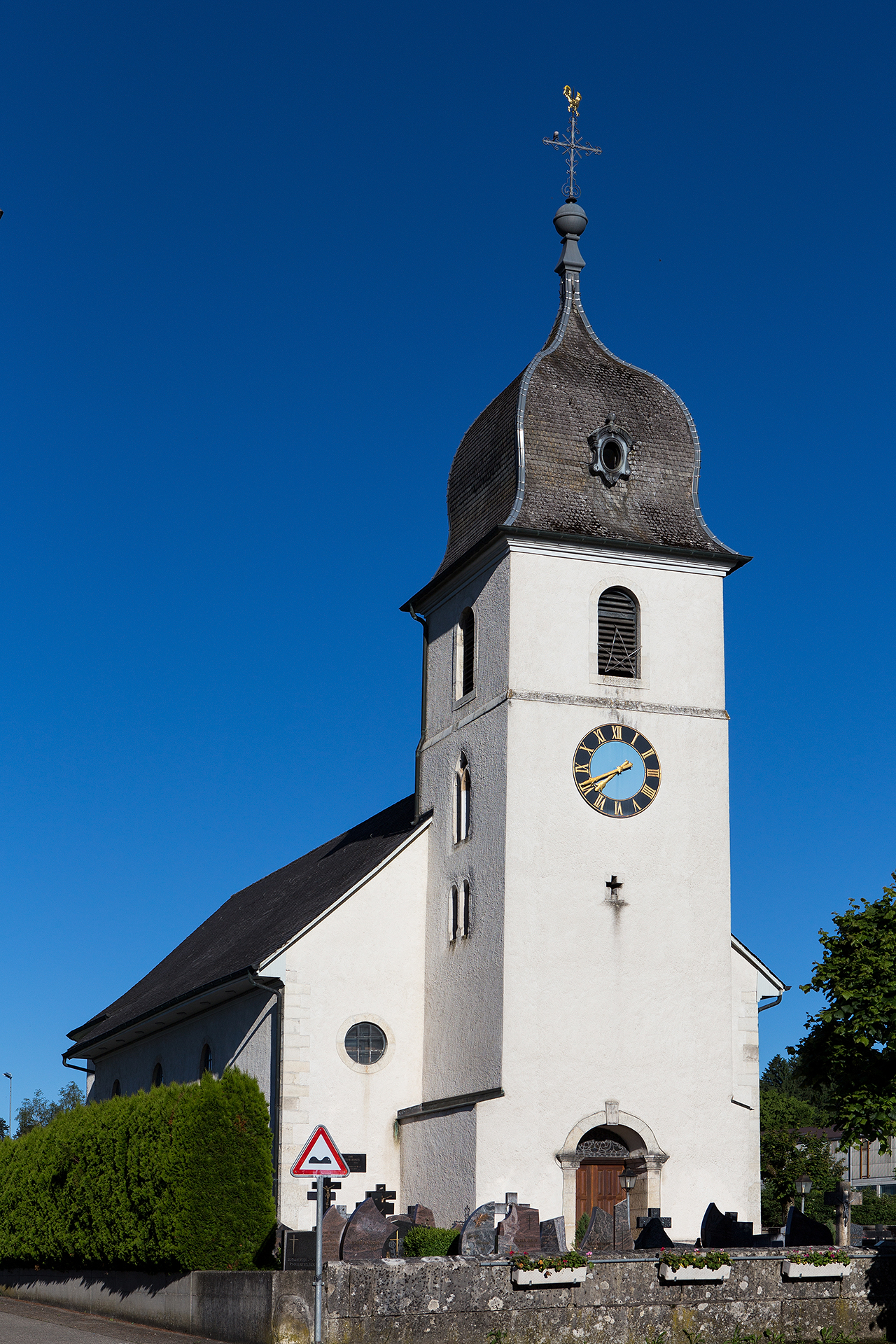
Kostel v obci

Z celkového počtu obyvatel je 95,6 % francouzsky mluvících, 1,8 % německy mluvících a 1,5 % italsky mluvících (údaj z roku 2000). V roce 1880 žilo ve Fahy nejvíce obyvatel, celkem 597. Poté došlo k malým změnám až do roku 1970 (501 obyvatel). Od té doby dochází k výraznému poklesu.

## Hospodářství
Až do roku 1950 bylo Fahy převážně zemědělskou obcí. Od té doby se zde usadilo několik firem, včetně společnosti Peugeot, která zajišťuje dovoz vozů Peugeot do Švýcarska. Další pracovní místa se nacházejí ve výrobě hodinek, ve strojírenském, textilním a potravinářském průmyslu a v příhraničním obchodě. Díky úrodné půdě je zde dosud velmi důležité zemědělství.

## Doprava
Obec má dobré dopravní spojení. Leží na hlavní silnici z Porrentruy přes hraniční přechod Fahy do francouzského Montbéliardu. Fahy je napojeno na veřejnou dopravu, do okresního města Porrentruy jezdí linka Postbusu.